# 余震

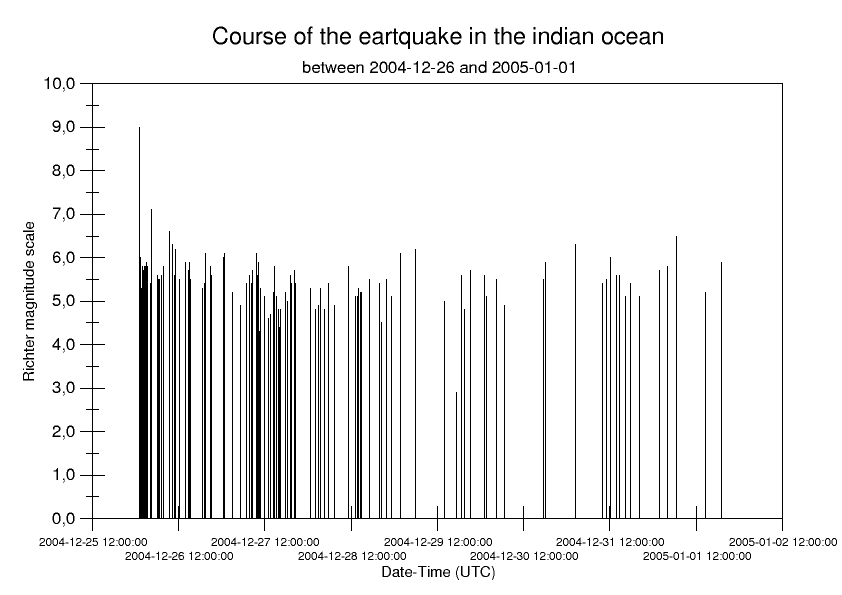
スマトラ島沖地震（2004年）の余震の経過を示すグラフ。横軸が時間、縦軸がマグニチュード（M-T図）。

余震（よしん、英: aftershock）とは大きな地震の後に、近接地域で引き続いて多数発生する地震である。最初の大きな地震を本震と言い、本震より前に発生する地震を前震という。震源の浅い規模の大きな地震のほとんどは、余震を伴う。平均的には最大余震のマグニチュードは本震のそれよりも1程度小さいとされるが、本震に近いものや、稀に上回る規模の余震が発生することもある。

## 余震の回数と規模
体に感じる余震の回数は数十回から5000回まであり、東北地方太平洋沖地震では10,000回を超えた。期間も数日から数か月、巨大地震では年単位と地震によりまちまちである。ごく小規模の余震は本震発生から100年以上続くこともあり、現在でも1891年の濃尾地震や1945年の三河地震の余震が観測されている。
明治・大正期の地震学者・大森房吉は、この濃尾地震の観測から本震からの経過時間に伴う余震回数の減少を表す大森公式を発表している。現在は宇津徳治がこれを改良して発表した、以下の改良大森公式（大森・宇津公式）が使用されている。
{\displaystyle n(t)={\frac {K}{(t+c)^{p}}}}
- n（t）：余震の発生率。tは本震後の経過時間。
- K：余震の多さ。
- c：本震直後の余震の少なさ。0.1ぐらいの値をとる場合が多い。
- p：時間経過に伴う減衰度。1ぐらいの値をとる場合が多い。

この公式によって算出された数値をグラフに表す。両対数グラフで表した場合、直線に近い形となる。グラフに実際に観測された地震のデータを載せると、ほぼ重なる。グラフから下に大きく外れた実測値があると余震の回数・規模などが少ないことを表しておりエネルギーが蓄積されている状態だと考えられ、この後に大きな余震が発生する可能性が高いとされている。

## 余震のメカニズム

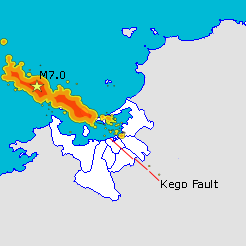
福岡県西方沖地震（2005年）の本震（星印）と余震域（赤・オレンジ色の部分）

原因は、本震時に解放されきれなかったエネルギーが放出されるためとみられる。
地震はプレートに力が加わってできた歪みが断層で発散されることにより起こるが、特に大地震の場合は一度の本震で長く深い断層が全て動いてしまうわけではなく両端や下部に引っかかったままの部分が残り、そこに新たに力が集中し始める。そうして連鎖的に周囲の断層も動いて歪みが解消するときに余震が発生する。
余震活動中に発生した余震の中で最大規模のものを最大余震とよぶ。最大余震のマグニチュードは、本震のマグニチュードよりも1程度小さいことが経験的に知られている。また、余震は、本震の震源が浅いほど多く発生する傾向にある。
余震が発生する範囲を余震域という。これは、大地震における断層のずれの範囲である震源域とほぼ一致する。大地震が発生したとき、震源からかなり離れた地域で地震が起こっても余震とは呼ばない。余震と呼ぶのは大地震など時間的・空間的にまとまった地震が発生したとき、その範囲内にある地震に限られる。余震域は概ね本震の断層面付近にあり、本震のマグニチュードが大きいほど余震域は広くなる傾向があり、その面積について次式が成り立つとされる。
{\displaystyle \log {S}=1.02M-4.01}
- S:余震域の面積(km²)
- M:マグニチュード

余震域外の地震
大地震の後、余震域とは異なる地域で大きな地震や地殻変動が発生することがある。これらは、本震による振動が伝わったり地下の歪み方が変わったりすることによって地震が誘発されたと考えられ、大地震の本震による余効変動に含めたり、誘発地震として余震とは別の独立した地震とみなされる。例としては、2004年12月のスマトラ島沖地震後に発生した2005年3月のスマトラ島沖地震、2011年3月の東北地方太平洋沖地震後に発生した長野県北部地震と静岡県東部地震などがある。

## 余震による災害
地震災害が発生した後は建物の耐久性が落ちている可能性があり、規模の小さな地震でも損壊や倒壊の危険がある。そのため、余震による災害に注意する必要がある。2004年の新潟県中越地震・2011年の東北地方太平洋沖地震（宮城県沖地震・茨城県沖地震・福島県浜通り地震など）のように余震でも震度6弱以上の揺れを記録することがあるほか、東日本大震災では津波を伴う余震が発生している。このように余震単独でも災害が起こりうる。
また余震が続くと、被災者は不眠症や地震酔い、精神的なストレスに悩まされる。本震によるストレスよりも、長く続く余震によるストレスのほうが大きいとされる。東日本大震災による主観的健康の悪化は余震と関連することが示されている。

## 防災情報での「余震」という表現の問題点
大きな地震の発生直後には一連の地震活動が本震－余震型（最初に発生した地震が最大規模である地震発生様式）であるかどうか見極めることは困難である。
2016年に発生した熊本地震では4月14日の地震発生後、気象庁は「今後3日間に震度6弱以上の余震が起きる可能性は20%」と公表した。このように気象庁では最初に発生した地震（M6.5）を本震とみなして余震確率を発表したが、実際には16日にM7.3の地震が発生して時間経過とともに当初の地震活動域が拡大する経過をたどった。
2016年の熊本地震における地震の見通しに関する情報については次のような課題が指摘された。
1. 内陸地殻内で発生するM6.4以上の地震については、従来の本震－余震型（一連の地震活動において、最初に発生した地震が最大規模である地震発生様式）に対する余震確率評価手法（地震調査委員会、1998年）の判定条件が妥当しないとみられること[4]。
2. 「余震」という言葉には、最初の地震より規模が大きな地震や強い揺れは発生しないという印象を情報の受け手に与える可能性があること[4]。
3. 余震確率の値（確率値）が、通常生活の感覚からは、かなり低い確率であると解釈され、安心情報として受け取られた可能性があること[4]。
20%という確率は平常時と比べると非常に高く、十分に注意する必要があったが、住民の中には逆に「わずか20%」と解釈しそのまま自宅にとどまる人も多かった。そのため、16日に発生した本震で家屋の下敷きになるなどの死傷者が多発する結果を招いた。

気象庁は熊本地震を教訓にした地震の報道発表の見直しを同年8月19日に行った。これに伴い、誤解を生じさせやすい大地震発生後の「余震」という表現と「余震確率」の発表を廃止すると発表し、震度5弱以上の地震が発生後の1週間は同じ規模の地震への警戒を呼びかけ、その後の状況に応じて「震度6弱以上となる地震の発生確率は平時の30倍」などと公表するように見直された。